# ليليان فرنك
ليليان فرنك (بالألمانية: Lilian Franck)‏ هي مخرجة ألمانية، ولدت في مارس 1971 في فورتسبورغ في ألمانيا.

## وصلات خارجية
- ليليان فرانك على موقع IMDb (الإنجليزية)
- ليليان فرانك على موقع ألو سيني (الفرنسية)
- ليليان فرانك على موقع أول موفي (الإنجليزية)
- ليليان فرانك على موقع قاعدة بيانات الفيلم (الإنجليزية)
- ليليان فرانك على موقع كينوبويسك (الروسية)